# Sân bay Ba'kelalan
Sân bay Ba'kelalan (IATA: BKM, ICAO: WBGQ) là một sân bay ở Ba'kelalan, một thị xã ở bang Sarawak của Malaysia. Sân bay này có một đường băng dài 1801 m bề mặt bitum.

## Các hãng hàng không và các tuyến điểm
Hiện có các hãng hàng không sau đang hoạt động tại sân bay Ba'kelalan:
- Malaysia Airlines[3]
  - MASwings (Bario, Lawas, Miri)